# Onada Edicions
Onada Edicions és una editorial valenciana amb seu a Benicarló (Baix Maestrat) que té com a objectiu fonamental la difusió del patrimoni natural i cultural, així com el foment de la creació literària i del pensament. Amb més de sis-centes obres publicades, el seu espai d'actuació és tot l'àmbit lingüístic, especialment les comarques septentrionals valencianes i meridionals catalanes (Terres de l'Ebre, Maestrat i àrees adjacents). L'aposta d'Onada és impulsar obres de qualitat, tant en el contingut com en els aspectes tècnics d'edició. Els impulsors d'aquest projecte són Miquel Àngel Pradilla, professor de la Universitat Rovira i Virgili, i Ramon París Peñaranda, lingüista, mestre especialitzat en Humanitats i expert en toponímia. Compta amb diversos col·laboradors. Al 2017 li atorguen el Premi del Mèrit de les Lletres Ebrenques. Ha rebut el Premi al Llibre Millor Editat de la Generalitat Valenciana en dues ocasions: l’any 2017 per La cuina de la gent del la mar de Juanjo Roda i l’any 2020 per Casas. Diario gráfico del confinamiento de Goyo Rodríguez.
Entre els autors que han publicat amb aquesta editorial hi trobem a Manel Alonso i Català, Manuel Joan i Arinyó o Josep Igual i Febrer, Maria Rosa Font Massot, Francesc Viadel, Joan Garí, Salvador Vendrell, Enric Nomdedéu, Maria Lluïsa Amorós, David Miró, Aina Garcia Carbó o Francesc Gisbert; així com Martí Domínguez, Pilar Alonso, Genís Sinca, Josep Sánchez Cervelló, Alfred Giner Sorolla o Ramon Usall en la no-ficció. En la línia de literatura infantil i juvenil, ha publicat autors com Enric Lluch, Jordi Sierra i Fabra i Margarida Aritzeta, i a il·lustradors com Marta Moreno, Christian Inaraja, Ignasi Blanch o Iris Samartzi. En àlbum infantil il·lustrat, sota el segell Onada Imagina, ha participat en la Fira de Bolonya, la principal cita mundial del gèner

## Premis literaris

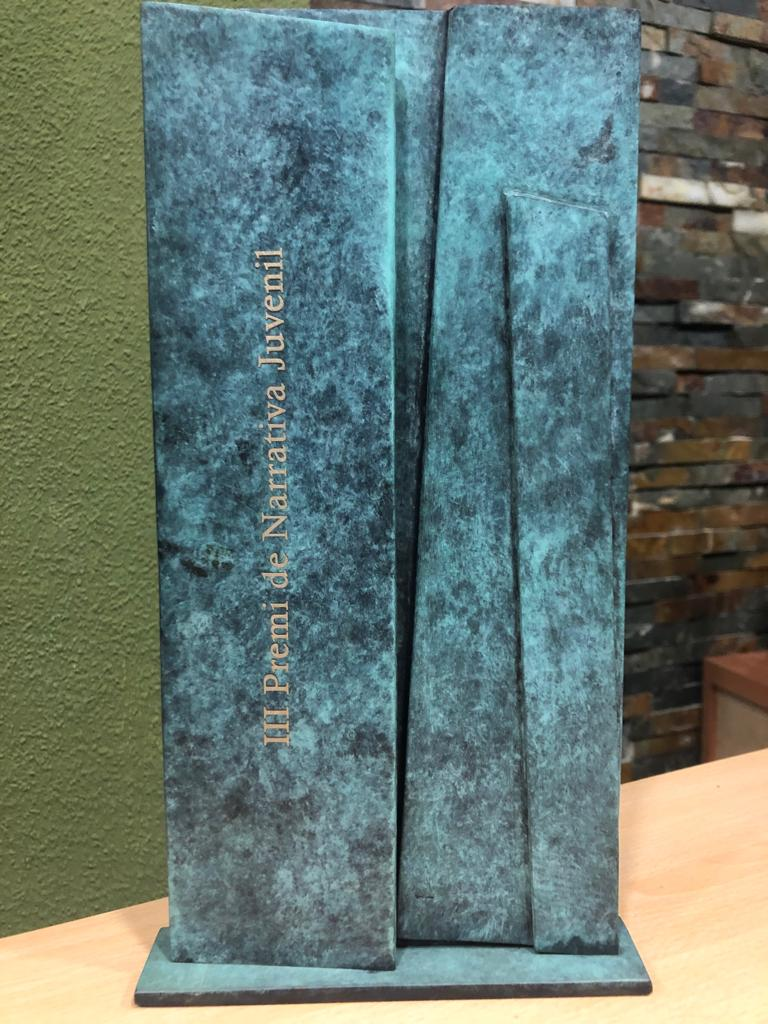
Trofeu dels Premis Literaris Ciutat de Benicarló, obra de Ruíz de Eguino

Onada Edicions publica els exemplars premiats en diversos concursos literaris del País Valencià com els Premis Literaris Ciutat de Benicarló, els Premis Literaris Ciutat de Sagunt, els Premis Vila d'Almassora, o els Premis Vila de Puçol t. També de les Terres de l'Ebre: el Premi Ciutat de Tortosa, els Premis de Narrativa Breu Ciutat d'Amposta o els Premis Terra de Fang de Deltrebre. Anteriorment havia publicat obres guanyadores del Premi de Narrativa de Viatges Ciutat de Benicàssim,el Premi Enric Valor de la Diputació d'Alacant [8] o els Premis Ciutat de Mallorca.
En el cas dels Premis Literaris Ciutat de Benicarló, l'editorial en va ser l'impulsora i és, amb l'Ajuntament de Benicarló, l'entitat coorganitzadora de cada edició. El projecte situen el municipi com a capital cultural del territori amb la finalitat d’exhibir el seu potencial creatiu, turístic i econòmic. Els Premis Literaris Ciutat de Benicarló es caracteritzen per la vocació d’excel·lència i, per tant, de projecció nacional i internacional. Tenen per objectiu crear sinergies entre creadors culturals, institucions, empreses i els agents socials, que redunden en benefici del conjunt de la societat, per via del llibre com a artefacte d’estímul cultural.
Els Premis Literaris Ciutat de Benicarló no es limiten a la publicació d’unes bases i lliurament de premis: es busca un procés integral de qualitat durant tot el desenvolupament del projecte: selecció del jurat de reconegut prestigi, cura de les edicions i que l’acte de lliurament dels premis siga un esdeveniment cultural de primer ordre.
Els guardons tenen com a origen el Premi Internacional d’Àlbum Infantil Il·lustrat, que l’han posicionat com a un referent internacional dins del món de l’àlbum il·lustrat. Posteriorment, es va decidir l’ampliació a nous àmbits i que ha quedat configurat amb les següents modalitats: Àlbum Il·lustrat Infantil, Divulgació Científica, Narrativa Juvenil, i Llibre de Cuina, Salut i Sostenibilitat. Totes elles vinculades tant a les potencialitats del territori com amb les necessitats d’una ciutat moderna i amb projecció de futur. Després del recorregut iniciat amb la primera edició celebrada en 2014, els Ciutat de Benicarló s’han consolidat com una cita de creació literària ineludible en el calendari internacional.

## Col·leccions
Col·leccions territorials de no-ficció
- Patrimoni i territori: Arquitectures, Bibilioteca Taula del Sénia i Festum.
- Història i personatges de proximitat: Conéixer, Conéixer maior, La Barcella, La Barcella Minor, Paisatges de la memòria, Terra nostra, Gent nostra, Gent nostra maior i Cruïlla.
- Eines, Assaig i Pensament: Eines, La Nau i La Nau minor
- Gastronomia: La Teca Maior, La Teca, La Manduca maior i La Manduca.
- Fotografia: Finestres al passat, Mirades maior, Mirades i Gràfica.
- Monografies: Transformació d'un territori, Monografies, Treballs de Sociolingüística i Revista Empelt.
- Biblioteques locals: Biblioteques locals (Dels Ports, Rossellana, Calijona, Xertolina, Benicarlanda, Janenca, Canetana).

Col·leccions de ficció
- Infantil: Imagina, Imagina en Castellà, Les contalles de l'Alba, Les contalles de Muniatto, Contalles del Caduf, El Montsià de Bàrbara i Jaume, A l’escola, Terres de l’Ebre!, Pinta, retalla i juga!, Teatre fàcil i Monografies infantils.
- Juvenil: La Feram, La Feram sèrie roja, La Feram série azul.
- Adult: Imprescindibles, Maremàgnum, Monografies, Poesia Alamar, Poesía, Poesía Maior, Teatre, Narratives minor, Narrativas minor, Narratives i Narrativas.